# Alfred Dreyfus
Alfred Dreyfus (Mulhouse, Alsacia; 9 de octubre de 1859 - París, Isla de Francia; 12 de julio de 1935) fue un militar francés conocido por el Caso Dreyfus.

## Biografía
Dreyfus nació en una acaudalada familia de origen judío dedicada a la fabricación de textiles, que abandonó Alsacia cuando esta región fue anexionada por Alemania tras la Guerra Franco-Prusiana (1871). En 1872 optó por la ciudadanía francesa y decidió dedicarse a la carrera militar, con el deseo de ver reintegrada Alsacia a Francia.
En 1882 entró en la École polytechnique, decidido a emprender la carrera militar, alcanzando el grado de oficial de artillería. Ascendió a capitán en 1889; en 1890 entró en la Escuela de Guerra y en 1893 en el Estado Mayor del Ejército en el Ministerio de la Guerra francés, momento en el que surgieron contra él falsas acusaciones de espionaje —el famoso Caso Dreyfus—, que lo mantuvieron apartado del Ejército y recluido en la Isla del Diablo, situada a 11 km de la costa de Guayana Francesa, en Sudamérica, por el delito de alta traición. La isla era una cárcel inhóspita, con un clima tropical difícilmente tolerable. En 1906 fue exonerado y reintegrado en el Ejército con todos los honores, retirándose con el grado de comandante.
En 1914, como teniente coronel, tomó el mando de una unidad de reaprovisionamiento en el curso de la Primera Guerra Mundial. Tras la paz, regresó a su retiro hasta su muerte en 1935, a los 75 años de edad.

### El caso Dreyfus y el antisemitismo
El caso Dreyfus tuvo como origen un error judicial, sobre un trasfondo de espionaje y antisemitismo, en el que la víctima fue el capitán Alfred Dreyfus, de origen judío-alsaciano, a quien se culpó sin pruebas de entregar información a Alemania. Es necesario tener en cuenta que, hasta ese momento, Francia era el único país que otorgaba la ciudadanía francesa a cualquier persona judía, de tal forma que podían desempeñar cargos públicos, como fue el caso de Dreyfus. Finalmente, Dreyfus fue declarado inocente de todos los cargos.
Este caso conmocionó por doce años, de 1894 a 1906, a la sociedad francesa de la época, marcando un hito en la historia del antisemitismo.
La revelación del escándalo en J’accuse…! (J'accuse), un artículo de Émile Zola en 1898, provocó una sucesión de crisis políticas y sociales inéditas en Francia que, en el momento de su apogeo en 1899, revelaron las fracturas profundas que subyacían en la Tercera República Francesa. Dividió profunda y duraderamente a los franceses en dos campos opuestos, los dreyfusards (partidarios de Dreyfus) y los antidreyfusards (opositores a Dreyfus). Reveló también la existencia en la sociedad francesa de un núcleo de violento nacionalismo y antisemitismo difundido por una prensa sumamente influyente. El caso se convirtió en símbolo moderno y universal de la iniquidad en nombre de la razón de Estado.